# 浦和美園車両基地
浦和美園車両基地（うらわみそのしゃりょうきち）は、埼玉県さいたま市緑区にある、埼玉高速鉄道の車両基地である。
埼玉高速鉄道線（埼玉スタジアム線）浦和美園駅の北側にある。

## 概要
埼玉高速鉄道線の開業に合わせて運用を開始した。当車両基地では埼玉高速鉄道線車両の列車検査および月検査、車輪転削、車両清掃、車両故障対応等を実施している。2001年（平成13年）4月からは当時の営団地下鉄車両の一部の列車検査と車輪転削、車両清掃も実施している 。また、東京メトロ南北線・東急電鉄・相模鉄道それぞれの車両の留置および夜間滞泊も行っている。
- 敷地面積：50,739.925 m2[1][5]。ただし、65,000 m2となっている資料もある[2]
- 留置能力：120両（8両編成15本）[3]。ただし、112両（8両編成14本）となっている資料もある[2]

構内には以下の設備を有する。
- 構内試運転線（1番線）[2]。
- 検修庫があり、修繕線が1線（2番線）、ピット構造の月検査線が1線（3番線）、列車検査線が2線（4・5番線）ある[2]。
  - 修繕線は、台車や主電動機の交換に対応できるよう、台車脱着装置や天井クレーンを有している[2]。
- 手洗浄台のある洗浄線が2線（6・7番線）[5]。
- 留置線が8線（8 - 15番線）[5]。
- 構内試運転線が折り返す形で、車輪転削庫に繋がる転削線が1線ある[2]。
- 折り返す形で、車両自動洗浄装置を有する機械洗浄線が1線ある[2]。

## 配置車両
- 2000系 - 60両

## 担当車両
埼玉高速鉄道線
- 2000系

東京メトロ南北線
- 9000系

### その他入庫車両
東急目黒線・東急新横浜線
- 3000系
- 5080系
- 3020系

相模鉄道
- 21000系
  - 自社の2000系が2本以上入場した場合は予備編成がなくなるため、これら4形式および東京メトロ9000系を1編成、およびそれ以上の編成を借用する場合がある。

## その他
車両基地の付近には埼玉スタジアム2002があり、その近くに駅を設置する計画がある。また、線路の一部は将来、岩槻・蓮田方面へ延伸した際には本線となる予定である。
敷地は管理棟を含む東側（浦和美園駅側）がさいたま市緑区大字南部領辻に、西側（終端側）は緑区大字中野田に位置する。
毎年ハロウィン時期に開催される「浦和美園まつり＆花火大会」にあわせ一日だけ車両基地が一般公開（日程は若干前後する場合もある）されており、2000系と東京メトロ9000系のほか、東急3000系、5080系、3020系のどれかが展示されたこともある。2024年10月27日の一般公開では初めて、相鉄21000系が展示された。
2004年8月、東京都交通局6300形電車の第31編成が誘導障害の試験のため東京メトロ南北線を経て当車両基地まで走行した記録があり、6300形の中では唯一埼玉県内へ入線した。